# Combinata nordica ai V Giochi olimpici invernali
Nella combinata nordica ai V Giochi olimpici invernali fu disputata una sola gara, il 31 gennaio e il 1º febbraio, che assegnò solo le medaglie olimpiche (a differenza di salto e fondo, i cui titoli furono validi anche come Campionati mondiali di sci nordico).

## Risultati
Presero il via 39 atleti di 13 diverse nazionalità. La prima prova disputata, il 31 gennaio, fu la 18 km di sci di fondo e si trattò della medesima gara valida di per sé per l'assegnazione dei titoli olimpici e iridati nella disciplina. A sorpresa, in una disciplina fino ad allora dominata dagli atleti norvegesi, i finlandesi Heikki Hasu e Martti Huhtala chiusero ai primi due posti. Solo terzo il primo norvegese, Olav Odden; quinto si classificò lo svedese Sven Israelsson. La prova di salto fu disputata il giorno dopo sull'Olympiaschanze e contemplò - per la prima volta - tre salti, con l'esclusione dal punteggio del peggiore dei tre. Hasu e Huhutala confermarono le rispettive posizioni, mentre Odden, autore di una cattiva prestazione, retrocesse fino all'undicesimo posto. Israelsson realizzò la miglior prova dal trampolino e avanzò fino al bronzo.
| Pos.    | Atleta                   | Nazione        | Fondo | Fondo   | Fondo | Salto | Salto           | Salto           | Salto           | Salto | Punti Totali |
| Pos.    | Atleta                   | Nazione        | Pos.  | Tempo   | Punti | Pos.  | Lunghezza Salti | Lunghezza Salti | Lunghezza Salti | Punti | Punti Totali |
| Pos.    | Atleta                   | Nazione        | Pos.  | Tempo   | Punti | Pos.  | 1º              | 2º              | 3º              | Punti | Punti Totali |
| ------- | ------------------------ | -------------- | ----- | ------- | ----- | ----- | --------------- | --------------- | --------------- | ----- | ------------ |
| Oro     | Heikki Hasu              | Finlandia      | 1     | 1:16:43 | 240,0 | 8     | 57,0            | 61,5            | 64,0            | 208,8 | 448,8        |
| Argento | Martti Huhtala           | Finlandia      | 2     | 1:19:28 | 224,2 | 6     | 62,0            | 61,0            | 61,5            | 209,5 | 433,7        |
| Bronzo  | Sven Israelsson          | Svezia         | 4     | 1:21:44 | 211,5 | 1     | 67,5            | 66,0            | 67,0            | 221,9 | 433,4        |
| 4       | Niklaus Stump            | Svizzera       | 7     | 1:22:15 | 208,5 | 5     | 65,5            | 63,5            | 60,0            | 213,0 | 421,5        |
| 5       | Olavi Sihvonen           | Finlandia      | 8     | 1:22:26 | 207,0 | 7     | 60,0            | 65,0            | 60,0            | 209,2 | 416,2        |
| 6       | Eilert Dahl              | Norvegia       | 10    | 1:22:52 | 205,5 | 8     | 62,0            | 62,5            | 63,0            | 208,8 | 414,3        |
| 7       | Pauli Salonen            | Finlandia      | 9     | 1:22:28 | 207,0 | 10    | 63,0            | 62,0            | 60,5            | 206,3 | 413,3        |
| 8       | Olaf Dufseth             | Norvegia       | 5     | 1:21:50 | 211,5 | 16    | 61,0            | 59,0            | 61,0            | 201,1 | 412,6        |
| 9       | Erik Elmsäter            | Svezia         | 6     | 1:22:12 | 209,0 | 15    | 56,0            | 61,5            | 58,0            | 202,0 | 411,0        |
| 10      | Clas Haraldsson          | Svezia         | 15    | 1:24:21 | 197,4 | 4     | 63,5            | 66,0            | 66,0            | 213,4 | 410,8        |
| 11      | Olav Odden               | Norvegia       | 3     | 1:21:35 | 212,3 | 19    | 59,0            | 53,5            | 55,5            | 196,9 | 409,2        |
| 12      | Kåre Østerdal            | Norvegia       | 14    | 1:24:20 | 198,0 | 11    | 55,0            | 62,0            | 61,0            | 206,2 | 404,2        |
| 13      | Alfons Supersaxo         | Svizzera       | 16    | 1:24:29 | 196,5 | 13    | 63,0            | 57,0            | 61,5            | 203,9 | 400,4        |
| 14      | Alfred Prucker           | Italia         | 11    | 1:23:26 | 202,5 | 22    | 51,0            | 59,5            | 56,0            | 191,5 | 394,0        |
| 15      | Rizzieri Rodeghiero      | Italia         | 13    | 1:24:12 | 198,0 | 23    | 57,0            | 58,0            | 56,0            | 190,8 | 388,8        |
| 16      | Josef Gstrein            | Austria        | 17    | 1:25:04 | 193,5 | 25    | 63,5            | 61,0            | 59,5            | 188,2 | 381,7        |
| 17      | Theodor Allenbach        | Svizzera       | 12    | 1:23:54 | 199,5 | 32    | 52,5            | 52,0            | 50,0            | 176,6 | 376,1        |
| 18      | Gottlieb Perren          | Svizzera       | 20    | 1:26:27 | 186,0 | 26    | 56,0            | 57,5            | 56,5            | 187,8 | 373,8        |
| 19      | René Jeandel             | Francia        | 19    | 1:25:57 | 189,0 | 28    | 52,0            | 54,0            | 56,5            | 182,1 | 371,1        |
| 20      | Stefan Dziedzic          | Polonia        | 18    | 1:25:33 | 190,5 | 31    | 52,0            | 54,5            | 52,0            | 177,1 | 367,6        |
| 21      | Karl Martitsch           | Austria        | 27    | 1:31:19 | 162,0 | 17    | 59,0            | 60,0            | 61,0            | 198,2 | 360,2        |
| 22      | Józef Daniel Krzeptowski | Polonia        | 26    | 1:31:05 | 162,0 | 18    | 58,0            | 57,0            | 60,5            | 197,8 | 359,8        |
| 23      | Hubert Hammerschmied     | Austria        | 30    | 1:32:47 | 154,5 | 14    | 58,5            | 62,0            | 62,5            | 202,4 | 356,9        |
| 24      | Tone Razinger            | Jugoslavia     | 23    | 1:28:24 | 176,3 | 33    | 53,5            | 51,5            | 55,5            | 176,2 | 352,5        |
| 25      | Tadeusz Kwapień          | Polonia        | 21    | 1:27:55 | 178,5 | 34    | 47,0            | 52,5            | 51,0            | 173,7 | 352,2        |
| 26      | Corey Engen              | Stati Uniti    | 34    | 1:37:24 | 132,0 | 3     | 65,5            | 59,0            | 64,0            | 214,8 | 346,8        |
| 27      | Donald Johnson           | Stati Uniti    | 28    | 1:32:03 | 157,5 | 27    | 57,0            | 56,5            | 59,0            | 187,6 | 345,1        |
| 28      | Alberto Tassotti         | Italia         | 22    | 1:28:16 | 177,0 | 36    | 46,5            | 52,0            | 42,0            | 165,1 | 342,1        |
| 29      | Gordon Wren              | Stati Uniti    | 36    | 1:40:12 | 120,0 | 2     | 66,5            | 68,5            | 66,0            | 220,2 | 340,2        |
| 30      | Walter Jeandel           | Francia        | 31    | 1:34:19 | 147,0 | 21    | 60,5            | 59,0            | 59,5            | 192,6 | 339,6        |
| 31      | Jaroslav Kadavý          | Cecoslovacchia | 29    | 1:32:17 | 157,5 | 29    | 51,5            | 55,0            | 55,5            | 181,1 | 338,6        |
| 32      | Bohumil Kosour           | Cecoslovacchia | 24    | 1:29:37 | 169,5 | 37    | 44,5            | 47,5            | 48,5            | 159,0 | 328,5        |
| 33      | Ralph Townsend           | Stati Uniti    | 33    | 1:37:12 | 138,0 | 24    | 54,5            | 61,0            | 58,0            | 188,7 | 326,7        |
| 34      | Leopold Tajner           | Polonia        | 35    | 1:38:45 | 126,0 | 20    | 61,5            | 58,0            | 55,0            | 195,5 | 321,5        |
| 35      | Jaroslav Lukeš           | Cecoslovacchia | 37    | 1:41,00 | 115,5 | 12    | 63,5            | 62,0            | 65,0            | 205,4 | 320,9        |
| 36      | František Šimůnek        | Cecoslovacchia | 32    | 1:35:21 | 142,5 | 35    | 51,0            | 50,0            | 52,0            | 169,8 | 312,3        |
| 37      | William Irwin            | Canada         | 39    | 1:44:43 | 99,0  | 30    | 51,0            | 51,0            | 51,5            | 181,0 | 280,0        |
| 38      | Nikola Delev             | Bulgaria       | 38    | 1:43:29 | 105,0 | 38    | 42,0            | 45,0            | 48,0            | 157,1 | 262,1        |
| -       | Paul Haslwanter          | Austria        | 25    | 1:31:00 | 163,5 |       |                 |                 |                 |       | DNF          |

## Medagliere
| Posizione | Paese     |   |   |   | Totale |
| --------- | --------- | - | - | - | ------ |
| 1         | Finlandia | 1 | 1 | 0 | 2      |
| 2         | Svezia    | 0 | 0 | 1 | 1      |
| Totale    | Totale    | 1 | 1 | 1 | 3      |